# 清捲舌近音
清捲舌近音是一種輔音，使用於一些口語中。國際音標寫作⟨ɻ̊⟩，X-SAMPA音標則記作r\`_0。

## 特徵
清捲舌近音的特徵包括：
- 調音方法是無擦通音／近音，即是將舌頭放近另一個調音部位，但不收窄聲腔，故此不會做成湍流。

- 調音部位是捲舌，以舌尖和上顎前部接觸以形成對氣流的阻礙而調音。

- 發聲類型是清音，意味着發音時聲帶並不顫動。
- 本輔音是口腔輔音（口音），表示調音時空氣只從口裡流出。
- 本輔音為中央輔音，調音時氣流在口腔的中央流過舌面，而不從兩側流過。
- 氣流機制是肺部氣流，即由肺與橫膈膜驱动空气。

## 出現於
| 語言     | 語言     | 詞彙       | IPA    | 意思 | 註釋                            |
| -------- | -------- | ---------- | ------ | ---- | ------------------------------- |
| 法羅語   | 法羅語   |            | [pɛɻ̊ʈ] | 只有 | /r/的同位異音。參見法羅語音系。 |
| 哥威迅語 | 哥威迅語 | [ 2 ]      | [tsiɻ̊] | 手套 |                                 |
| 哈恩語   | 哈恩語   | [ 比如？ ] |        |      |                                 |

## 外部鏈結
- 在PHOIBLE上搜尋含有[ɻ̊]的語言